# 利き酒

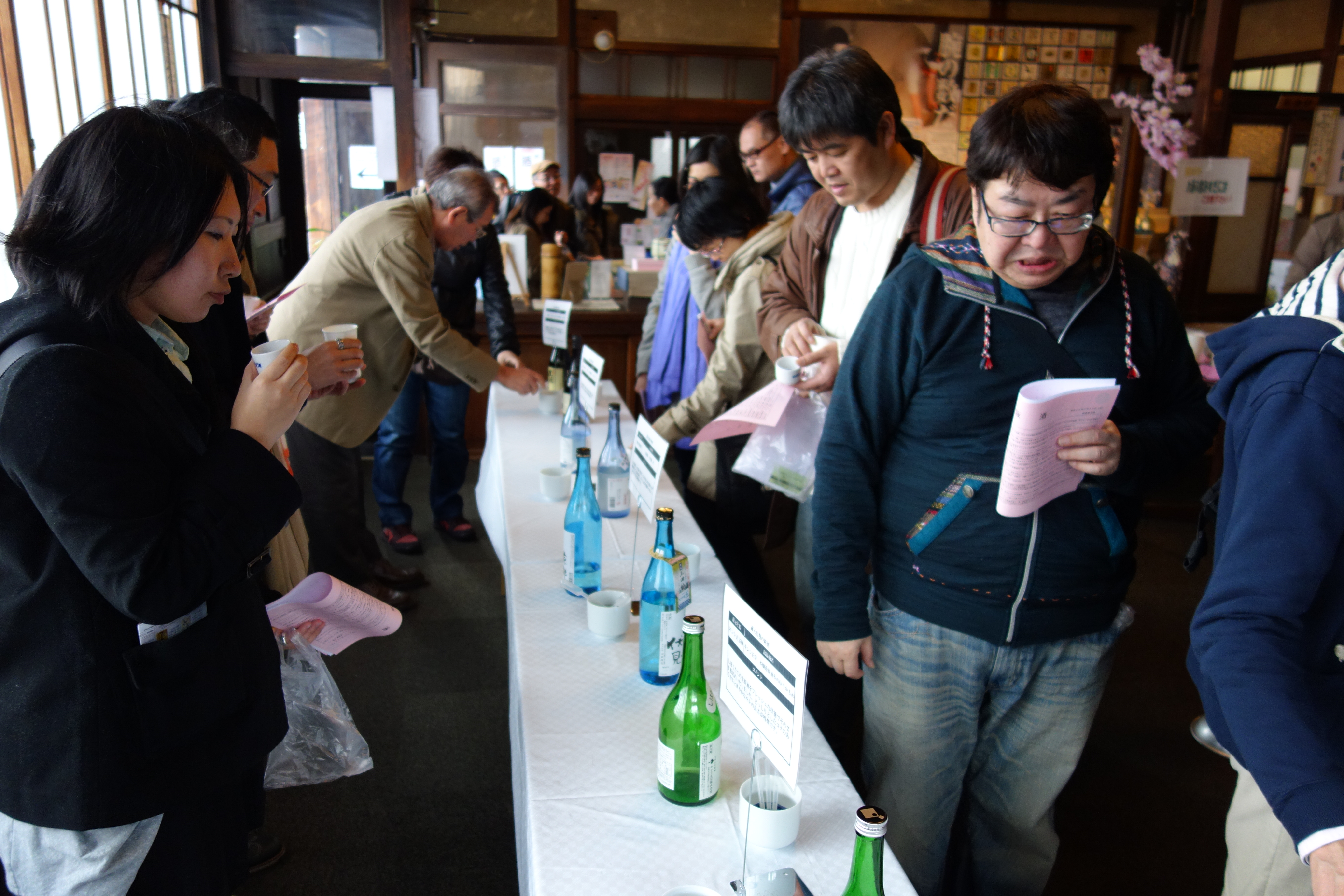
きき酒会
（京都市伏見区）

利き酒（ききざけ、唎き酒、聞き酒とも）とは、酒の品質を判定すること。本項では日本酒の利き酒について述べる。
本来は酒蔵において酒質が出荷できる品質を満たしているかをチェックするための官能検査であるが、居酒屋や酒販店が「利き酒会」と称して単に酒の味見をすることにも使われ、またその能力を競う競技会も開かれるようになった。

フードビジネスの世界ではワインにおけるソムリエのように、客の好みに合せたアドバイスを行い、食べ物との相性を知る為にも必要な技術である。ワインテイスティングや焼酎についても利き酒と呼ばれることがある。

## 歴史
古くは『日本書紀』に詠われているように利き酒は古来から行われていた。「利き酒」という言葉は室町時代後期には専門語化されており、利き酒によって酒の値段が決められていた。

## 手順
利き猪口、通称「蛇の目」と呼ばれる、白地で底面に二重の紺色の同心円が描かれた陶製の容器を用いる。プロは正二合 (360ml) 入る大振りのものを使用する。チェックポイントは色・香り・味の三点。
1. 猪口に酒を八分目程注ぎ、外観を見る。白地の部分で色を見、藍色と白地の境目で透明度（テリ）を見る。新しいものは青みがかり、古いものは黄色みがかる。赤いものは鉄分を含んでいるので良くない。透明度が高いものは炭素による濾過率が高いため、風味も淡い場合が多い。
2. 次に鼻をゆっくり近づけていき、香りを利く（上立香）。吟醸香、果物香のような良いものと、袋香（絞った袋の匂い）、フーゼル油臭、老ね香（時間が経って劣化したもの）、生老ね香（火入れ前の段階で既に劣化したもの）、付け香（ヤコマン、発酵時の果実香を集めて後から添加したもの）、木香（きが、樽の匂い）などマイナスポイントをチェックする。
3. 少量（4ml程度）を口に入れ、舌の上で転がして味を見る。口先から空気を吸い込み、鼻に抜いて香り（含み香）も見る。その後吐き出し、後味（さばけ）を見る。のど越しを見る場合は飲み込むこともあるが、大量に利くことは出来ない。

## 批判点
一般に、ワインのテイスティングが加点法で評価されるのに対し、日本酒の利き酒は基本的に減点法である。このシステムがたとえば、かつて「色のついた酒は減点」といった評価基準から、色も旨味も抜けるだけ抜いた酒ばかり造られた流行の原因であるとして、批判の対象としている酒類評論家も多い。

## 競技
複数の日本酒を用意し、一方に(1)、(2)、(3)…という風に並べ、もう一方に同じ酒をA、B、C…と順番を変えて並べる。まず片方の列を全て利き、次にもう一方の列も利いて一致するものを当てる。
たいていは5種類程度だが、全国きき酒選手権では11種類もの銘柄が並べられ、全て一致する確率は数学的にはおよそ四千万分の一となる。

## 資格認定
民間団体である日本酒サービス研究会・酒匠研究会連合会が、「きき酒師」（ききさけし）及び「酒匠」（さかしょう）の資格認定を行っている。きき酒師は20歳以上であれば誰でも受けられ、同会の主催する講習会を受講した後、筆記・実技の試験に合格すれば認定を受けられる。酒匠はより上位の資格で、きき酒師や焼酎きき酒師といった資格を既に保有していることが受験資格となる。内容的にはテイスティング能力がより重視され、「日本酒の伝道者」たることが求められる。